# Храњице (Хеб)
Храњице (чеш. Hranice) град је у Чешкој Републици. Град се налази у управној јединици Карловарски крај, у оквиру којег припада округу Хеб.

## Становништво
Према подацима о броју становника из 2014. године град је имао 2.178 становника.